# Цвятко Павлов
Цвятко Хаджипавлов е български революционер, член на Ловчанския частен революционен кометет на Вътрешната революционна организация на Васил Левски.

## Биография
Цвятко Хаджипавлов е роден през 1846 г. в гр. Ловеч (в тогавашната Османска империя). Семейството е на състоятелния кафтанджия хаджи Павле. Учи в Ловчанското взаимно училище. Работи кафтанджийския занаят при баща си.
Член-учредител на Ловешкия частен революционен кометет на ВРО и на Привременното правителство в Българско. Често придружава Васил Левски при обиколките на Троянския край. Присъства при създаването на комитета в Троянския манастир. Осъществява и връзките на Ангел Кънчев с Троянския частен революционен комитет. В комититското дело е посветен и неговия брат Михаил хаджи Павлов.
След провала във ВРО продължава революционната си дейност. Участва в създаването на Втория Ловчански революционен комитет и подготовката на Априлското въстание.
След първото освобождение на Ловеч през Руско-турската война (1877 – 1878) е в състава на градската въоръжена стража. Отбранява града при превземането му от ордите на Рифат паша. Загива в уличните боеве на 15 юли 1877 г.